# Superchwast

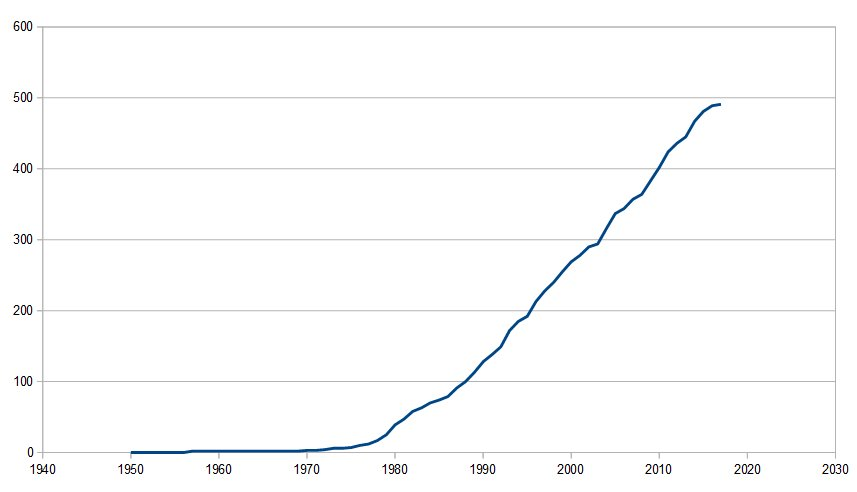
Wzrost liczby biotypów chwastów odpornych na świecie.

Superchwasty (ang. superweeds) – biotypy, gatunki chwastów, które w wyniku przypadkowych mutacji uodporniły się na jedną lub kilka substancji aktywnych herbicydów. Z podobnym zjawiskiem można się spotkać w przypadku stosowania insektycydów i fungicydów, jednak chwasty wolniej wytwarzają odporność. Na całym świecie zaobserwowano w 2017 r. 491 biotypów i gatunków chwastów odpornych na herbicydy tzw. "superchwastów".

## Historia
- W 1957 r. na Hawajach opisano pierwszy przypadek odporności na herbicyd. Chwast występujący w uprawach trzciny cukrowej Commelina diffusa, okazał się częściowo odporny na 2,4-D. 2,4-D była pierwszą syntetyczną auksyną wprowadzoną pod koniec lat 40.[2].
- W 1968 r. w USA zaobserwowano pierwszy przypadek odpornego biotypu starca zwyczajnego Senecio vulgaris na herbicyd Symazynę[2].

## Powstawanie odporności
Populacja chwastów jest mniej lub bardziej zróżnicowana genetycznie. Poszczególne osobniki - biotypy wykazują różną reakcję na czynniki środowiska w tym na herbicydy. Eliminacja ze zbiorowiska osobników podatnych na dany herbicyd prowadzi do selekcji, w wyniku której na skutek kompensacji pozostają osobniki odporne. Odporność na herbicyd jest dziedziczną zdolnością rośliny do przetrwania i reprodukcji po zastosowaniu dawki herbicydu, która zwykle powoduje jej zniszczenie.
Niektórzy przeciwnicy GMO błędnie obarczają GMO za pojawienie się superchwastów. Prawdziwą przyczyną jest nadmierne stosowanie herbicydów w zwalczaniu chwastów. Jest to proces podobny do zyskiwania odporności na antybiotyki przez bakterie. Tego typu efekty są przewidywane przez teorię ewolucji, więc nie są dla naukowców zaskoczeniem.

## Przyczyny odporności na herbicydy
Przyczynami odporności na herbicydy są:
- miejsce działania herbicydu jest nieaktywne - często wiązie się to z odpornością na wiele herbicydów[2],
- zdolność do szybkiego metabolizmu herbicydu, wobec czego substancja aktywna herbicydu nie dociera do miejsca docelowego[2],
- zdolność do sorpcji herbicydu np. przez ścianę komórkową[2],
- umiejętność kompensacji strat enzymów dezaktywowanych przez herbicyd[2],
- budowa morfologiczno-anatomiczna m.in. liście węższe, ustawione pod innym kątem - mniejsza retencja herbicydu, grubsza warstwa wosku kutykularnego - mniejsza zdolność wnikania herbicydu[2].

Mało prawdopodobne jest, by odporność roślin transgenicznych przeniosła się spontanicznie na chwasty, jednak angielscy naukowcy stwierdzili przypadki krzyżowania się uprawianych roślin transgenicznych (rzepaku) z dziko rosnącą gorczycą polną, w wyniku której powstały nowe rośliny płodne i odporne na herbicydy.

## Sposoby minimalizacji
Sposoby minimalizacji ryzyka powstawania i propagacji oporności chwastów:
- stosowanie kilku różnych metod zwalczania chwastów nie tylko chemicznej,
- stosowanie w dawce i programie odchwaszczania kilku herbicydów o różnym mechanizmie działania,
- stosowanie herbicydów o różnym mechanizmie działania w kolejnych sezonach uprawy na tym samym polu,
- stosowanie herbicydów w momencie największej wrażliwości rośliny na substancje toksyczne - roślina w fazie liścieni,
- stosowanie właściwego płodozmianu,
- zwalczanie chwastów, które pozostały po wcześniejszych opryskach.

## Superchwasty wPolsce

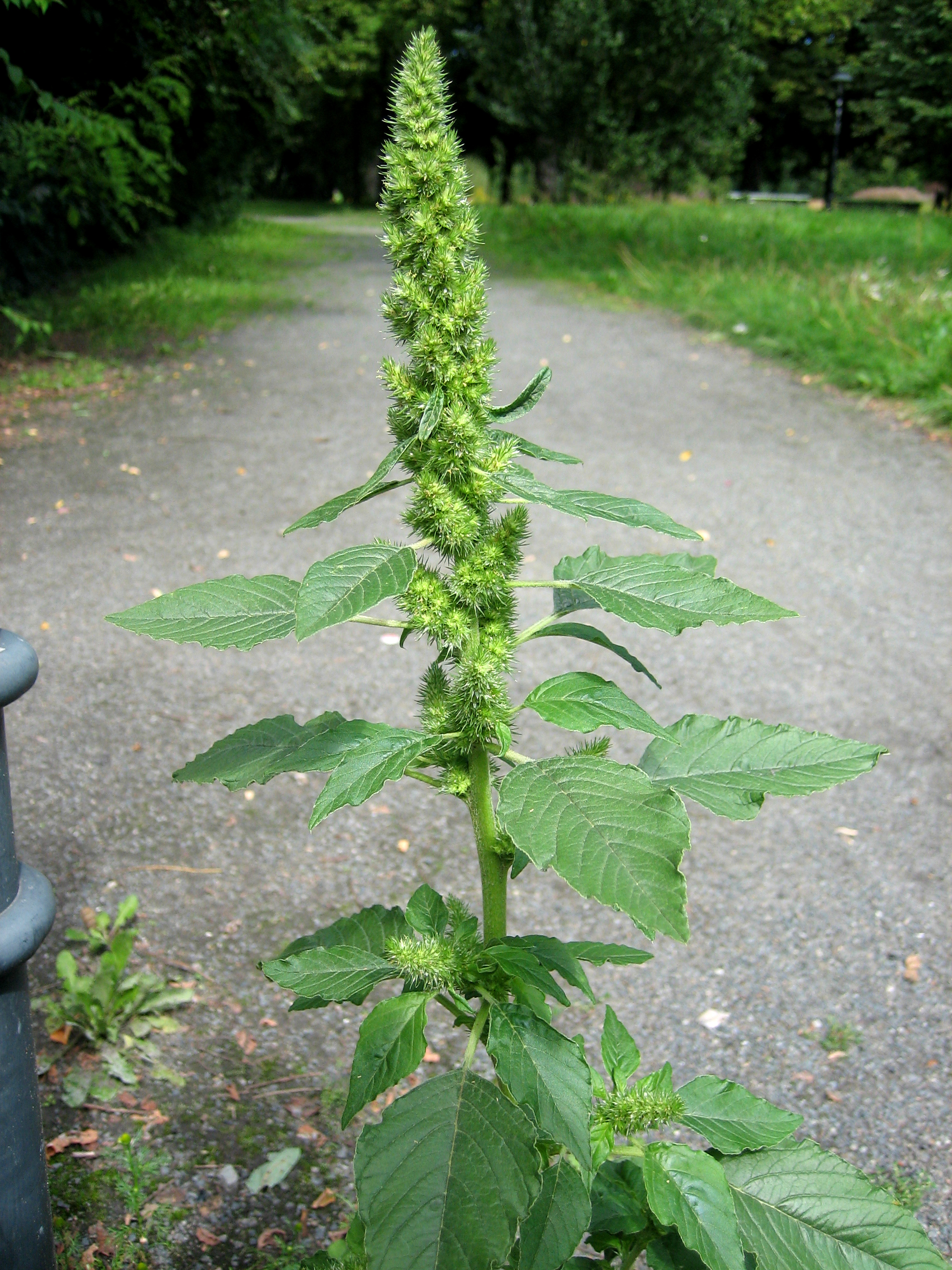
w USA 2016 roku zaobserwowano biotyp Amaranthus tuberculatus wykazujący odporność na 5 grup mechanizmów działania herbicydów: B, C1, E, F2, O według HRAC.

W Polsce zgłoszono obserwację 15 różnych gatunków roślin, które uodporniły się na herbicydy:
| Lp | Nazwa rośliny             | Nazwa rośliny                          | rok zaobserwowania i mechanizm odporności rośliny1 | rok zaobserwowania i mechanizm odporności rośliny1 | rok zaobserwowania i mechanizm odporności rośliny1 | rok zaobserwowania i mechanizm odporności rośliny1 |
| Lp | polska                    | łacińska                               | rok zaobserwowania i mechanizm odporności rośliny1 | rok zaobserwowania i mechanizm odporności rośliny1 | rok zaobserwowania i mechanizm odporności rośliny1 | rok zaobserwowania i mechanizm odporności rośliny1 |
| -- | ------------------------- | -------------------------------------- | -------------------------------------------------- | -------------------------------------------------- | -------------------------------------------------- | -------------------------------------------------- |
| 1  | Konyza kanadyjska         | Conyza canadensis                      | 1983 (C1)                                          | 2000 (B)                                           | 2010 (G)                                           |                                                    |
| 2  | Tasznik pospolity         | Capsella bursa-pastoris                | 1984 (C1)                                          |                                                    |                                                    |                                                    |
| 3  | Komosa biała              | Chenopodium album                      | 1991 (C1)                                          |                                                    |                                                    |                                                    |
| 4  | Szarłat szorstki          | Amaranthus retroflexus                 | 1991 (C1)                                          |                                                    |                                                    |                                                    |
| 5  | Chwastnica jednostronna   | Echinochloa crus-galli var. crus-galli | 1995 (C1)                                          |                                                    |                                                    |                                                    |
| 6  | Wierzbownica gruczołowata | Epilobium ciliatum                     | 1995 (C1)                                          |                                                    |                                                    |                                                    |
| 7  | Psianka czarna            | Solanum nigrum                         | 1995 (C1)                                          |                                                    |                                                    |                                                    |
| 8  | Palusznik krwawy          | Digitaria sanguinalis                  | 1995 (C1)                                          |                                                    |                                                    |                                                    |
| 9  | Miotła zbożowa            | Apera spica-venti                      | 2005 (B)                                           | 2010 (A)                                           | 2011 (A, B)2                                       | 2012 (C2)                                          |
| 10 | Wyczyniec polny           | Alopecurus myosuroides                 | 2010 (B)                                           | 2011 (A)                                           | 2012 (A, B)2                                       |                                                    |
| 11 | Chaber bławatek           | Centaurea cyanus                       | 2010 (B)                                           | 2012 (O)                                           |                                                    |                                                    |
| 12 | Owies głuchy              | Avena fatua                            | 2011 (A)                                           | 2011 (B)                                           | 2011 (A, B)2                                       |                                                    |
| 13 |                           | Tripleurospermum inodorum              | 2014 (B)                                           |                                                    |                                                    |                                                    |
| 14 | Mak polny                 | Papaver rhoeas                         | 2014 (B)                                           |                                                    |                                                    |                                                    |
| 15 | Rumianek pospolity        | Matricaria chamomilla                  | 2014 (B)                                           |                                                    |                                                    |                                                    |

1 - rok, w którym zgłoszono pierwszą obserwację biotypu chwastu w nawiasie mechanizm działania herbicydu, na który dany biotyp wykazał odporność według HRAC.
2 - zgłoszone przypadki biotypów chwastów odpornych na więcej niż jeden mechanizm działania herbicydu według HRAC.